# Ito-Yokado
Ito-Yokado (イトーヨーカ堂, Itō Yōkadō) is een van de belangrijkste detailhandelsbedrijven van Japan met de grootste supermarktketen in Japan. De onderneming is een dochter van de houdstermaatschappij Seven & I Holdings Co. 

## Geschiedenis
De oorsprong van de onderneming dateert van 1920 toen Tosho Yoshikawa een kleine herenkledingzaak opende. In 1961 besloot zijn neef Masatoshi Ito, na een studiereis naar de Verenigde Staten en Europa, het concept van massadistributie in Japan te introduceren. In 1995 nam het bedrijf de naam Ito-Yokado aan. De voorzitter van het bedrijf was een van de eersten die ethische en ecologische regels in zijn bedrijf adapteerde.
In de afgelopen jaren heeft de groep verschillende joint ventures in China gesloten om winkels te ontwikkelen, met name rond Peking.
Ito-Yokado behoort tot de grootste detailhandelsbedrijven ter wereld. 